# Axel Wikström
Axel Theodor Wikström (* 29. September 1907 in Skellefteå; † 16. Juni 1976 in Skellefteå) war ein schwedischer Skilangläufer.
Wikström startete international erstmals bei den Olympischen Winterspielen 1932 in Lake Placid. Dort gewann er die Silbermedaille über 18 km. Ein Jahr zuvor wurde er bei den schwedischen Meisterschaften Fünfter über 50 km und Zweiter über 30 km. Im Jahr 1935 gewann er den 50-km-Lauf bei den Lahti Ski Games. Bei den Olympischen Winterspielen 1936 in Garmisch-Partenkirchen holte er die Silbermedaille über 50 km. Beim Holmenkollen Skifestival im Jahr 1938 errang er den 25. Platz über 50 km.